# Фомина, Антонина Александровна
Антонина Александровна Фомина (20 ноября 1930 — 25 июля 2020) — советский передовик производства в кондитерской промышленности, бригадир шоколадного цеха Ленинградской кондитерской фабрики имени Н. К. Крупской. Герой Социалистического Труда (1977).

## Биография
Родилась 20 ноября 1930 года в городе Ленинград в рабочей семье.
После того как отец А. А. Фоминой погиб в период Великой Отечественной войны во время блокады Ленинграда, её вывезли в тыл страны.
После возвращения в Ленинград, А. А. Фомина окончила школу фабрично-заводского обучения и стала работать в шоколадном цехе Ленинградской кондитерской фабрики имени Н. К. Крупской, вскоре стала бригадиром цеха.
С 1971 по 1975 годы производительность труда в бригаде под руководством А. А. Фоминой повысилась на 37 процентов. Работницы бригады стали совмещать выполнение нескольких операций сразу. Семь человек выполняли работу, которой прежде было занято одиннадцать. Задание девятой пятилетки бригада А. А. Фоминой выполнила досрочно — выпустив сверх плана 532 тонны конфет.
16 февраля 1974 года «за отличие в труде» Указом Президиума Верховного Совета СССР А. А. Фомина была награждена Орденом Ленина.
Коллективу А. А. Фоминой дважды присуждалось звание лучшей бригады Министерства пищевой промышленности СССР.
12 мая 1977 года  Указом Президиума Верховного Совета СССР «за выдающиеся успехи в выполнении плана на 1976 год и принятых социалистических обязательств, достижение наивысшей в отрасли производительности труда, личный вклад в увеличение выпуска высококачественных продуктов питания, большую творческую работу по коммунистическому воспитанию молодых рабочих» Антонина Александровна Фомина был удостоен звания Героя Социалистического Труда с вручением Ордена Ленина и золотой медали «Серп и Молот».
Помимо основной деятельности А. А. Фомина в 1976 году избиралась делегатом XXV съезда КПСС. Избиралась депутатом Ленинградского городского и Фрунзенского районного Советов народных депутатов. 
После выхода на пенсию жила в Санкт-Петербурге.

## Награды
- Медаль «Серп и Молот» (12.05.1977)
- Орден Ленина (16.02.1974, 12.05.1977)